# Voronețklooster
Het Voronețklooster (Roemeens: Mănăstirea Voroneț) is een klooster bij Voroneț in het noorden van Roemenië, in de Boekovina. Het klooster is bekend om zijn beschilderde muren, met een bijzondere kleur blauw die als Voroneț-blauw bekendstaat. Het klooster is nog geheel origineel. De oorspronkelijke muren rondom het klooster zijn wel verdwenen. Er staat nu een nieuwe omheining rondom het klooster.
Dit klooster is gebouwd in 1488 in opdracht van Ștefan cel Mare. De beschermheilige is Sint-Joris. Voroneț bleef functioneren tot 1785, toen de Oostenrijkers de Boekovina binnenvielen. Twee jaar na de val van het communisme, in 1991, begon het klooster weer te functioneren dankzij een groep nonnen. In het klooster bevindt zich het graf van de eerste abt.

## Sint-Joriskerk
Deze kloosterkerk staat samen met de andere beschilderde kerken in de Boekovina op de Werelderfgoedlijst van UNESCO.
De schilderingen aan de buitenkant zijn gemaakt in 1547.
Aan de westgevel van de Sint-Joriskerk is er een enorm fresco van Het Laatste Oordeel, een hoogtepunt van de middeleeuwse schilderkunst in Moldavië. De apostel Paulus leidt de gelovigen de hemel binnen en Mozes komt met de ongelovigen. Onderaan is de wederopstanding. Aan de noordmuur is Het scheppingsverhaal van Adam en Eva tot Kaïn en Abel. Op de zuidmuur staat de stam van Jesse met de stamboom van de voorouders van Jezus.
Ook de binnenzijde van de kerk is beschilderd, waarschijnlijk in 1496-97, door een anonieme kunstenaar. In het sanctuarium vallen de voorstellen van De communie van de apostelen, De voetenwassing en Het laatste avondmaal op. De figuren wijken af van het byzantijnse canon en hebben elk een individualiteit, met krachtige uitdrukkingen. De iconostase toont de figuur van Stefaan de Grote met een model van de kerk in de hand, samen met zijn familie en met Sint-Joris. De pronaos bleef onbeschilderd tot 1550, toen aartsbisschop en metropoliet van Moldavië Teofanus ze liet decoreren. Deze fresco's van een anonieme kunstenaar kunnen de expressiekracht van deze aan de buitenzijde niet evenaren, maar vallen wel op door een harmonisch kleurgebruik.

## Galerij

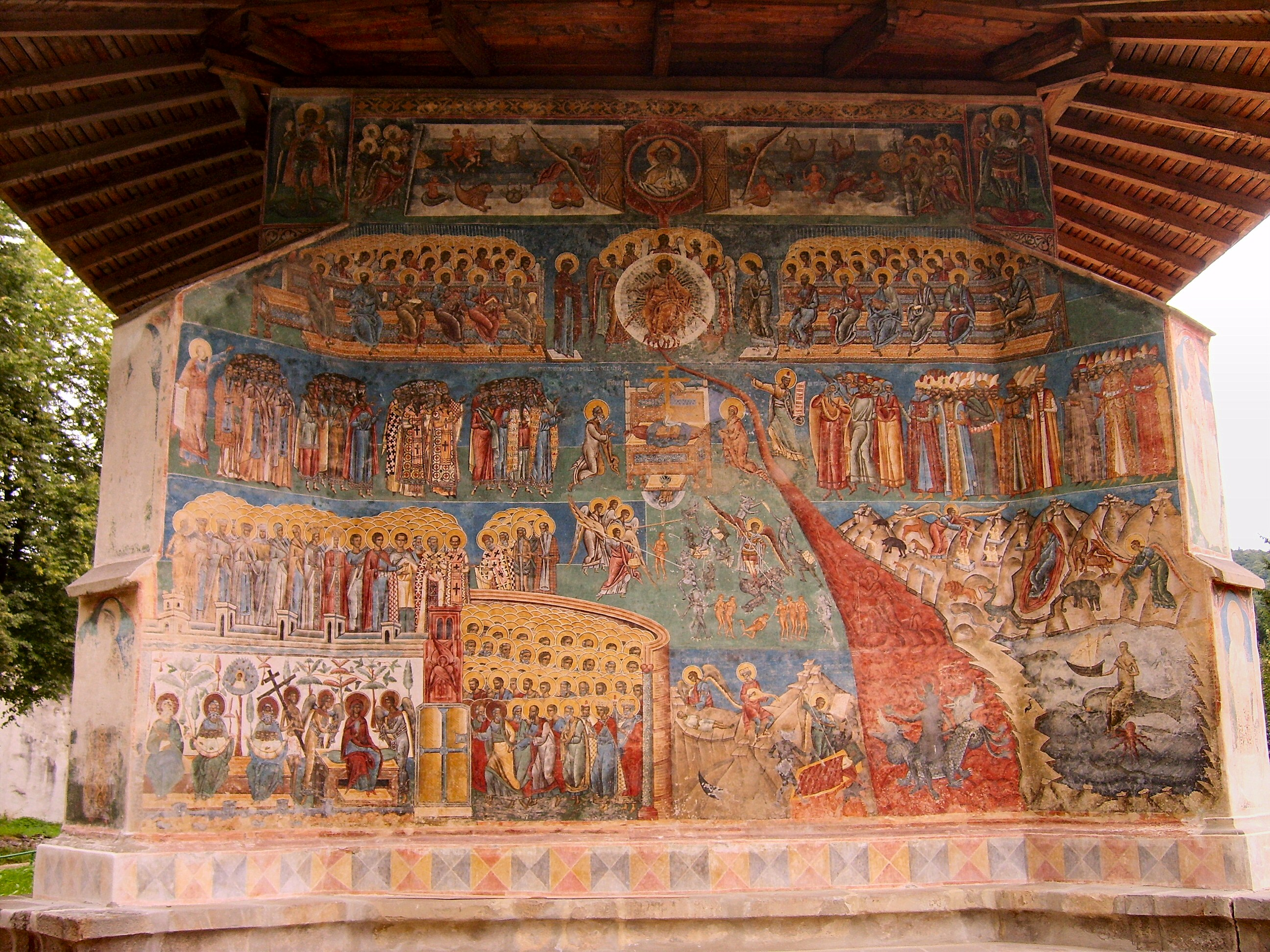
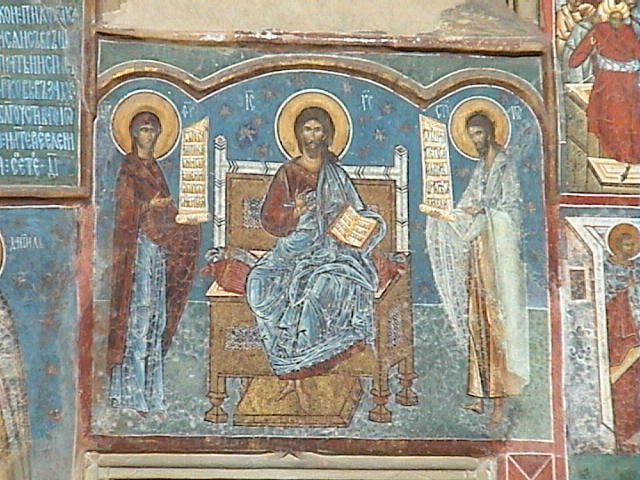
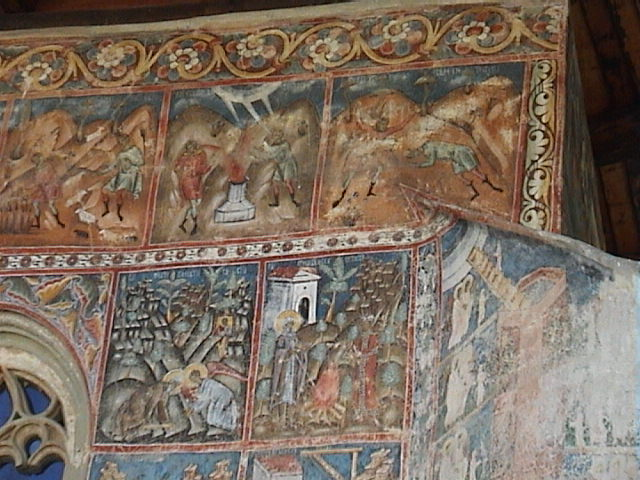
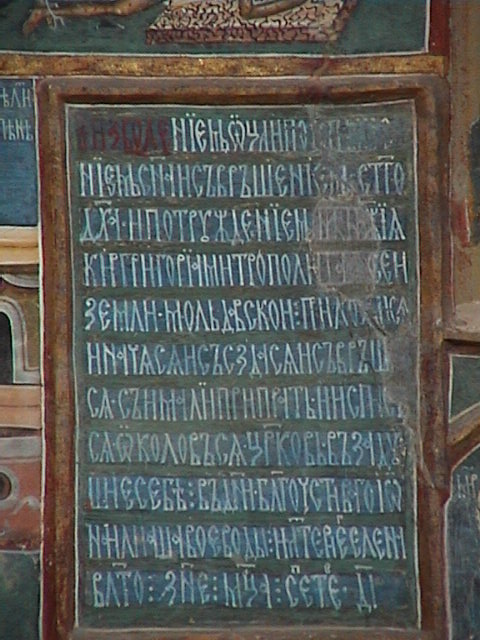

Donaudelta · 
Kerken in Moldavië · 
Klooster van Horezu · 
Dorpen met weerkerken in Transsylvanië · 
Dacische forten van het Orăştiegebergte · 
Historisch centrum van Sighișoara · 
Houten kerken in Maramureș · 
Oude en voorhistorische beukenbossen van de Karpaten en andere regio's van Europa  · 
Mijnlandschap van Roșia Montană · 
Grenzen van het Romeinse Rijk: Dacië · 
Monumentaal ensemble van Brâncuși in Târgu Jiu
- Library of Congress Control Number: n2008040380
- Nationale Bibliotheek van Tsjechië: xx0123923
- Nationale Bibliotheek van Israël: 987007314304905171
- Virtual International Authority File: 149152900